# Lijst van afleveringen van Checkpoint (seizoen 22)
Dit is een lijst van afleveringen van seizoen 22 van Checkpoint. In onderstaande schema's staan de gestelde vraagstukken aangegeven, de getrokken conclusies en de notities van de test.

## Inleiding
Nadat de vorige twee seizoenen van Checkpoint om 09:30 uur werden uitgezonden, verhuisde het programma in seizoen 22 weer naar een tijdslot op de drempel van de vooravond: om 17:50 uur. Het seizoen ging op 4 september 2021 van start. Luna is het meidenteam komen versterken. 
Dit zou het laatste seizoen van Checkpoint worden. Na 2021 werd het programma omgevormd tot het nieuwe programma Checkpoint Basecamp.

## Bezetting testteam
- Quinten Beuzenberg (vanaf seizoen 21)
- Shanella Bleecke (vanaf seizoen 21)
- Aaron Castrop (seizoen 14 t/m 18 en vanaf seizoen 21)
- Romy Ende (vanaf seizoen 21)
- Jaro Frijn (vanaf seizoen 13)
- Rick Gerritsen (vanaf seizoen 21)
- Eveline Hoogenraad (vanaf seizoen 21)
- Bram Koch (vanaf seizoen 21)
- Gianni Koorndijk (vanaf seizoen 13)
- Mila Mochèl (vanaf seizoen 18)
- Luuk Nouwen (vanaf seizoen 19)
- Nigel Onwuachu (vanaf seizoen 15)
- Bert-Jan Overeem (vanaf seizoen 21)
- Sem Peelen (vanaf seizoen 11)
- Mabèl Reichenfeld (vanaf seizoen 21)
- Romy Ruitenbeek (vanaf seizoen 18)
- Loïs Vorsterman van Oijen (vanaf seizoen 21)
- Marissa Wildeboer (vanaf seizoen 19)
- Luna (alleen seizoen 22)

## Afleveringen

### Aflevering 1
Uitzenddatum: 4 september 2021

#### Jongens vs Meiden
| Uitdaging                     | Winnaar | Notities |
| ----------------------------- | ------- | --- |
| Dragracer bouwen zonder motor | Meiden  | In deze aflevering moesten de testteamleden een dragracer bouwen zonder motor. Beide partijen bedachten een verschillende vorm van aandrijving om vooruit te komen, maar in beide gevallen wel aangevuld met brandblussers om extra vaart te genereren. In de finale bleken het de meiden die het beste systeem hadden uitgedacht, bestaande uit een gewicht aan het einde van de baan dat naar beneden zakte waardoor hun voertuig over deze baan voortgetrokken werd. Aangevuld met hun brandblussers werd een snelheid van 18 km/h behaald. De jongens hadden verschillende systemen uitgedacht, maar geen ervan bleek goed te werken. In de finale was hun snelheid zelfs dermate laag dat het meetapparaat deze niet registreerde. Hiermee werd de eerste overwinning van het seizoen in het voordeel van de meiden beslist. |

#### Kijkersvraag
| Vraag                                                                  | Notities |
| ---------------------------------------------------------------------- | --- |
| Is een grote luciferraket beter?                                       | Een luciferraket werd uitvergroot door een metalen pijp te vullen met vele luciferkopjes. Toen deze werd ontstoken kwam deze een heel stuk verder dan een normale kleine luciferraket. De test werd herhaald met de pijp vol sterretjes en deze kwam zelfs nog verder. |
| Hoe kan worden voorkomen van de stoel te vallen als erop gewipt wordt? | Deze kijkersvraag was gebaseerd op het wippen op de stoel in de klas. Om dit te bewerkstelligen werd om te beginnen een extra houten balk aan de achterzijde van de stoel bevestigd, zodat deze niet achterover zou kieperen. Verder, omdat de leerkracht zou kunnen bevelen op vier poten te blijven staan, werden de voorpoten die door het wippen los zouden komen van de grond verankerd, zodat deze altijd in verbinding zouden staan met de grond als er gewipt werd. |

### Aflevering 2
Uitzenddatum: 11 september 2021

#### Jongens vs Meiden
| Uitdaging                                | Winnaar | Notities |
| ---------------------------------------- | ------- | --- |
| Scooter verlagen en van zijspan voorzien | Jongens | De jongens en de meiden kregen elk een scooter en moesten daarmee twee dingen doen. Allereerst moesten ze hem zo laag maken dat hij onder een zeer lage tunnel door kon rijden. Vervolgens moest er een zijspan voor gebouwd worden. Met de hieruit voortgekomen zijspanracer moesten de testteamleden een race rijden. Na een zinderende wedstrijd waren het de jongens die met een fotofinish net een fractie sneller bleken. Ze mochten hierop de creatie van de meiden opblazen. |

#### Kijkersvraag
| Vraag                                     | Antwoord       | Notities |
| ----------------------------------------- | -------------- | --- |
| Hoe maak je het beste bommetje?           | Plat op je rug | Om te testen met welke houding het beste bommetje gemaakt kon worden, werden er drie testpoppen hangend op 35 meter hoogte van een hijskraan gedropt. Elke pop had een andere houding. De pop die de hoogste waterplons veroorzaakte, lag op zijn rug. |
| Kan zeeslag groter leuker gemaakt worden? | Ja             | Dit werd bewerkstelligd met een versie van levend zeeslag. Waterballonnen werden in het veld van de tegenpartij gegooid en zo moest de volledige vloot tot zinken worden gebracht.                                                                     |

### Aflevering 3
Uitzenddatum: 18 september 2021

#### Jongens vs Meiden
| Uitdaging                      | Winnaar | Notities |
| ------------------------------ | ------- | --- |
| Waterpomp bouwen en boot hozen | Jongens | In de derde aflevering moesten de jongens en de meiden een waterpomp bouwen waarmee ze een boot konden hozen. Zowel de jongens en de meiden bleken in de loop van de bouwtijd grote moeite hebben om überhaupt met een pompsysteem op de proppen te komen; ze bleken in de verschillende tussentijdse tests niet allemaal even goed te werken. In de finale bleek het pompsysteem van de jongens het meest effectief te zijn. Met een mechanisch schepsysteem schepten ze hun boot leeg en die van de meiden vol tot deze zonk. |

#### Kijkersvraag
| Vraag                                                                                  | Antwoord      | Notities |
| -------------------------------------------------------------------------------------- | ------------- | --- |
| Hoe hoog moet een verkeersdrempel zijn zodat je niet harder dan 30 km/h overheen kunt? | 25 centimeter | Met hout bouwden de testteamleden een hoge verkeersdrempel van 25 centimeter hoog waar een auto met testteamlid Aaron achter het stuur met verschillende snelheden overheen zou rijden. Hij begon met 5 km/h, wat nog goed ging. Bij 20 km/h echter brak de bumper af, waarop geconcludeerd werd dat 25 centimeter de hoogte is waarop 30 km/h over de drempel niet reëel meer was. Toch werd er nog een test gedaan waar de auto de drempel nam met 80 km/h. Hiervoor werd de auto met behulp van een touw op deze snelheid over de drempel heen getrokken. De auto kwam zwaar beschadigd uit de test. |
| Kun je de trap af met een skateboard?                                                  | Ja            | Dit werd bewerkstelligd door de wielen van een skateboard op een aangepaste en verhoogde ophanging te monteren. Deze bewoog mee met de contouren van de trap. Testteamlid Jaro kon de trap zonder problemen afskaten. |

### Aflevering 4
Uitzenddatum: 25 september 2021

#### Jongens vs Meiden
| Uitdaging                        | Winnaar | Notities |
| -------------------------------- | ------- | --- |
| Reiskoffer ombouwen tot voertuig | Meiden  | In deze aflevering kregen de testteamleden de opdracht om een voertuig te bouwen uit een koffer die ook als zodanig in het vliegtuig meegenomen kan worden. In de finale moest er een parcours mee worden afgelegd waarbij de constructie uitgeklapt moest worden tot voertuig of terug ingeklapt tot koffer. Uiteindelijk waren de meiden een fractie sneller. |

#### Kijkersvraag
| Vraag                                                              | Antwoord     | Notities |
| ------------------------------------------------------------------ | ------------ | --- |
| Maakt het voor autorijden uit of je wel of niet ouder dan 18 bent? | Nee          | Voor deze test werden twee proefpersonen naar de set gehaald – 14 en 19 jaar – zonder rijervaring. Ze kregen de opdracht om een parcours te rijden met een auto. Beiden reden ze het parcours slecht en geconcludeerd werd dat het qua autorijden niet uitmaakt of men onder of boven de achttien jaar zou zijn.                                                    |
| Wat gebeurt er als je met de auto de lava in rijdt?                | Je gaat dood | Op een temperatuur van 1100 graden werden lavastenen omgesmolten tot gloeiendhete lava. Dit werd over miniatuurauto's uitgegoten. De auto's vatten vlam. Hierna werd er een pot lava over het dak van een echte auto uitgekieperd. De lava veroorzaakte een gat in het dak. Geconcludeerd werd dat men dood zou gaan als de auto een vulkaan in gereden zou worden. |

### Aflevering 5
Uitzenddatum: 2 oktober 2021

#### Jongens vs Meiden
| Uitdaging                | Winnaar | Notities |
| ------------------------ | ------- | --- |
| Houten ophaalbrug bouwen | Jongens | Deze week moesten de testteamleden een ophaalbrug bouwen die stevig genoeg was zodat er een auto overheen kon rijden. Ze mochten op de schroothoop materialen sprokkelen voor het ophaalmechanisme, maar de rest van de brug moest van hout worden gemaakt. Beide bruggen hadden een werkend ophaalmechanisme en er kon ook een auto overheen. Daarom werd de beslissing geforceerd door op beide bruggen een auto neer te zetten met een watertank op het dak. Deze tank werd langzaam met water gevuld en het ging erom welke brug als eerste zou doorzakken. Dit was de brug van de meiden waardoor de jongens deze aflevering op hun naam zetten. |

#### Kijkersvraag
| Vraag                                | Antwoord | Notities |
| ------------------------------------ | -------- | --- |
| Kun je sneller barbecueën?           | Ja       | Voor deze test werd er een draaimechanisme aangebracht in een hevig brandend gasvuur. Hier draaiden de worsten doorheen. Ze waren in luttele seconden gaar. |
| Kun je beter horen met grotere oren? | Ja       | Deze test werd uitgevoerd door copresentator Tim te laten fluisteren naar presentator Michiel. Michiel ging op steeds grotere afstand staan totdat hij zijn collega niet meer hoorde. Daarna werd deze test nogmaals herhaald, maar nu hield Michiel een uitvergrote houten hoorn aan zijn oor. De afstand waarop hij Tim kon horen was dubbel zo lang. |

### Aflevering 6
Uitzenddatum: 9 oktober 2021

#### Jongens vs Meiden
| Uitdaging                                | Winnaar | Notities |
| ---------------------------------------- | ------- | --- |
| Aanhanger bouwen om bom mee af te voeren | Jongens | De bouwopdracht van deze week hield in dat de testteamleden een aanhanger moesten bouwen waarmee een bom veilig vervoerd kon worden om tot ontploffen gebracht te worden. Beide partijen bouwden een hijssysteem, maar waar de bom bij de jongens in de takels bleef hangen kozen de meiden ervoor om de bom na het hijsen op een gyroscoopconstructie te leggen. Dat laatste bleek echter niet te werken, want de bom van de meiden bleek er onvoldoende waterpas op vervoerd te kunnen worden waardoor deze vroegtijdig explodeerde. De jongens daarentegen slaagden er wel in om de bom veilig af te voeren en met het veilig opblazen van het explosief beslisten ze de overwinning definitief in hun voordeel. |

#### Kijkersvraag
| Onderwerp                            | Notities |
| ------------------------------------ | --- |
| Van tienhoog ontsnappen uit een flat | Een grote tuinparasol werd ondersteboven gekeerd. Hieronder werd een zak met schuimrubberen blokken gehangen. Wanneer er hiermee van een hoogte gesprongen zou worden zou de parasol als een parachute de valsnelheid afremmen terwijl de blokken nog eens voor een zachte landing zouden zorgen. De constructie werd van een hijskraan naar beneden gedropt met een testpop eraan bevestigd. Het geheel kwam veilig aan de grond.          |
| Auto tot fiets ombouwen              | Om een fiets te realiseren met de gemakken van een auto werd een op een fiets gebaseerde constructie gebouwd uit auto-onderdelen, waaronder een autostoel, stuur, vering en wielen. Er werd een parcours uitgezet met obstakels als een verkeersdrempel en scherpe punten waardoor een normale fietsband ongetwijfeld lek zou zijn gegaan. Met deze constructie bleek het complete parcours echter probleemloos bedwongen te kunnen worden. |

### Aflevering 7
Uitzenddatum: 16 oktober 2021

#### Jongens vs Meiden
| Uitdaging         | Winnaar | Notities |
| ----------------- | ------- | --- |
| Marslander bouwen | Jongens | In deze aflevering moesten de testteamleden aan de slag met het bouwen van een marslander met bijbehorende parachute. Aan boord van de landingscapsule zou een radiografisch bestuurbaar auto als marsverkenner meegaan die na de landing een parcours moest rijden over een geïmproviseerd marsoppervlak. De marslander van de jongens werkte naar behoren; de landingscapsule landde goed met zijn parachute en de marsverkenner legde het parcours met succes af. Bij de meiden ging het echter faliekant mis toen het uitklapsysteem van hun parachute dienst weigerde. Hun capsule stortte finaal neer en hun auto bleek niet meer in staat het parcours te rijden. Hiermee wonnen de jongens deze aflevering, waarmee de seizoensstand op 5-2 kwam te staan. |

#### Kijkersvraag
Deze aflevering werd één kijkersvraag behandeld, maar opgesplitst in twee delen. De vraag was of de Olympische Spelen spectaculairder gemaakt zouden kunnen worden.
| Sport       | Notities |
| ----------- | --- |
| Verspringen | In een poging de Olympische Speler leuker te maken werden auto's gebruikt. Als eerste werd het verspringen onder de loep genomen. Met een schans zouden ze een auto zo ver mogelijk weg laten springen. De auto kwam 12m20 ver, waarmee zelfs het wereldrecord van Mike Powell (8m95) ruimschoots verbroken bleek te zijn. |
| Hordelopen  | Met het uitgangspunt dat het omstoten van horden tijdens het hordelopen geen straftijd oplevert, werd een auto over een hordenparcours heen gesleept, alle hekken rammend. De auto passeerde de finish na 14 seconden en het wereldrecord van 12,8 seconden werd daarmee niet verbroken. Opgemerkt werd wel dat het voor een eerste training wel een goede tijd was geweest, zeker als het lopend was gebeurd. Geconcludeerd werd dat een Olympische Sport 'zeker' spectaculairder gemaakt kon worden. |

### Aflevering 8
Uitzenddatum: 23 oktober 2021

#### Jongens vs Meiden
| Uitdaging                             | Winnaar | Notities |
| ------------------------------------- | ------- | --- |
| Knikkerbaan voor bowlingballen bouwen | Meiden  | De bedoeling van deze bouwopdracht was om een uitvergrote knikkerbaan te bouwen. In plaats van knikkers zouden er bowlingballen over rollen. Verder waren de testteamleden verplicht om zowel een lift als een explosie in het parcours te verwerken. Knikkerbaanbouwer Jelle Bakker was te gast om de beide ontwerpen te beoordelen. Hij verkoos de knikkerbaan van de meiden als het winnende ontwerp. |

#### Kijkersvraag
| Vraag                                                | Antwoord | Notities |
| ---------------------------------------------------- | -------- | --- |
| Krijg je met een spoiler achterop de auto meer grip? | Ja       | Eerst scheurde testteamlid Shanella met een gewone auto een aantal keer een bocht om. Daarna werd er van hout een spoiler en een vleugel gebouwd om op de achterkant te bevestigen. Zonder spoiler had ze een tijd van 1'02" minuut om het parcours af te leggen. Met spoiler gingen er acht seconden van de tijd af; na 54 seconden finishte Shanella reeds. |
| Kun je een XXXL tuimelaar maken?                     | Ja       | Het schommelgewicht van een tuimelaar werd enorm uitvergroot. Testteamlid Mila ging op deze constructie staan, eerst laag bij de grond, later een eindje hoger. De test slaagde. |

### Aflevering 9
Uitzenddatum: 30 oktober 2021

#### Jongens vs Meiden
| Uitdaging                            | Winnaar | Notities |
| ------------------------------------ | ------- | --- |
| Auto ombouwen tot geldtransportwagen | Jongens | Voor deze opdracht moesten er twee dingen gerealiseerd worden. Zo moest een auto goed bepantserd worden zodat er niet meer binnengebroken zou worden. Ook moest er een boobytrap gemaakt worden die het geld in geval van een overval onbruikbaar zou maken. In de finale kregen de testteamleden 10 minuten om de pantserwagen van de tegenpartij te overvallen. De meiden slaagden er niet in om geld buit te maken, de jongens wel. |

#### Kijkersvraag
| Vraag                                                     | Antwoord | Notities |
| --------------------------------------------------------- | -------- | --- |
| Kun je varen met een dakkoffer?                           | Ja       | Een dakkoffer van een auto werd omgebouwd tot vaartuig. Hier werd een elektromotor achteraan gehangen. Testteamlid Jaro kon hier inderdaad mee varen. |
| Kun je meerdere dingen tegelijk doen om tijd te besparen? | Ja       | Rekenhuiswerk, voetbal en muziekles werden gecombineerd. Terwijl testteamlid Shanella een som kreeg voorgelegd van Michiel moest ze ritme aangeven op een triangel. Als ze het goede antwoord op een som gegeven had, moest ze met een voetbal een bordje met dit juiste antwoord omschoppen. Ze had het er moeilijk mee, maar het lukte wel. |

### Aflevering 10
Uitzenddatum: 6 november 2021

#### Jongens vs Meiden
| Uitdaging         | Winnaar | Notities |
| ----------------- | ------- | --- |
| Poepruimer bouwen | Meiden  | In de bouwopdracht van deze aflevering moesten de jongens en de meiden een scootmobiel ombouwen tot poepruimer. Beide partijen kozen voor een ander systeem. Zo bouwden de jongens een grijper om de poep mee op te scheppen. De meiden echter hingen een zuigsysteem op een aanhanger achter hun scootmobiel. Op een parcours waren een heleboel drollen geplaatst die de testteamleden met hun zelfgebouwde poepruimer moesten verwijderen. Ze kregen 5 min. de tijd om zoveel mogelijk van deze drollen op te ruimen. De meiden haalden overtuigend het grootste gewicht aan poep binnen. |

#### Kijkersvraag
| Onderwerp                                                   | Notities |
| ----------------------------------------------------------- | --- |
| Frisbees weggooien voor de hond zonder lamme arm te krijgen | Copresentator Tim en testteamlid Mila bouwden een slingerarmconstructie waarmee frisbees konden worden weggegooid. |
| Spruitjes lekkerder maken                                   | Om dit voor elkaar te krijgen, bouwden copresentator Tim en testteamlid Mila een mixer van een accuboormachine. Tim gebruikte deze om stroop en zeezout door de spruitjes heen te mixen. Mila koos voor chocolade. Stroop en zeezout werd het lekkerste bevonden. |

### Aflevering 11
Uitzenddatum: 13 november 2021

#### Jongens vs Meiden
| Uitdaging        | Winnaar | Notities |
| ---------------- | ------- | --- |
| Windfiets bouwen | Jongens | De bedoeling van deze aflevering was dat de jongens en de meiden een fiets zo zouden ombouwen dat ze er goed mee konden fietsen bij tegenwind en extra profijt hadden bij wind mee. De beide partijen bouwden twee totaal verschillende constructies. De finale kwam erop neer dat de jongens en de meiden een parcours moesten afleggen, eerst bij wind tegen naar school toe, daarna met wind mee naar huis. De constructie van de jongens veel beter te zijn bij tegenwind en die van de meiden beter bij wind mee. Alles bij elkaar bleken de jongens net vijf seconden sneller. |

#### Kijkersvraag
| Onderwerp              | Notities |
| ---------------------- | --- |
| Draaiend wiel optillen | Deze test was gebaseerd op de gyroscopische kracht op een draaiend wiel. Een draaiend wiel aan zijn as bleek makkelijker op te tillen dan wanneer dit wiel stil hing. Op die manier bleek ook een wiel van 20 kilogram makkelijk tilbaar te zijn. |
| Schommel leuker maken  | In deze test werd een schommel gepimpt. Op deze constructie konden copresentator Tim en testteamlid Jaro met hun ruggen tegen elkaar zitten. Beide jongens hadden een hogedrukspuit bij zich een daarmee stuwden ze zichzelf omhoog.              |

### Aflevering 12
Uitzenddatum: 20 november 2021

#### Jongens vs Meiden
| Uitdaging                      | Winnaar | Notities |
| ------------------------------ | ------- | --- |
| Sloopauto weer rijdend krijgen | Meiden  | De jongens en de meiden kregen beiden een afgedankte ter beschikking. Bij beide partijen had deze auto zowel geen banden als geen remmen. Met lapmiddelen die ze van de schroothoop hadden, moesten ze geïmproviseerde banden en remmen creëren. In de finale moesten de testteamleden een snelheid van 40 km/h halen om vervolgens zo snel mogelijk tot stilstand te komen. De meiden kwamen als winnaar uit de bus. |

#### Kijkersvraag
| Onderwerp                                                    | Vraag                                            | Antwoord |
| ------------------------------------------------------------ | ------------------------------------------------ | --- |
| Blijf je droog als je met lijf onder cacao onder water gaat? | Ja                                               | Nadat testteamlid Larissa enkele kleine inleidende testjes had gedaan met haar vinger en arm liet haar collega Jaro zich volledig met cacaopoeder bedekken. Toen hij met dit cacao in een bassin water werd gezet, bleef hij daadwerkelijk droog. |
| Kun je een fidget spinner sneller ronddraaien?               | Ja, maar maximaal 250 omwentelingen per seconden | Om dit uit te testen, spoor copresentator Tim met een hogedrukspuit op een fidget spinner. Hierdoor zou deze veel harder rondrennen dan anders. De fidget spinner ging 120 omwentelingen per seconde. Met een persluchttank ging de fidget spinner aanmerkelijk harder. Met een snelheid van circa 250 omwentelingen per seconde knapte hij uit elkaar. |

### Aflevering 13
Uitzenddatum: 27 november 2021

#### Jongens vs Meiden
| Uitdaging                                                  | Winnaar | Notities |
| ---------------------------------------------------------- | ------- | --- |
| Douanebarrière bouwen om crimineel aan de grens te stoppen | Jongens | In deze aflevering kregen de jongens en de meiden de opdracht om een blokkade op te richten om een voortvluchtige crimineel te stoppen bij een grenspost. Deze crimineel werd gesymboliseerd door een auto die aan een touw over het testterrein werd voortgesleept. De meiden kregen als eerste de kans om deze auto met hun ontworpen blokkade tot stilstand te brengen. Dat lukte niet; de auto stond niet voor de grens stil. Toen de test werd overgedaan met de blokkade van de jongens, kwam de auto wel tot stilstand. Daarmee waren de jongens de onbetwiste winnaar van deze aflevering. |

#### Kijkersvraag
| Onderwerp                                          | Vraag                   | Antwoord |
| -------------------------------------------------- | ----------------------- | --- |
| Kan er een schietstoel in een auto gemaakt worden? | Ja                      | In een cabriolet werd een schietstoel aangebracht die met een airbag gelanceerd kon worden. Verder werd de bestuurder (gesymboliseerd door een testpop) van een parachute voorzien. Toen de auto op een muur werd afgereden werd de bestuurder met succes uit de auto gelanceerd en kwam deze veilig neer terwijl de auto finaal de muur ramde. |
| Kun je snel popcorn maken voor de hele klas?       | Ja, met een verfbrander | Er werden twee methoden uitgetest. Als eerste werd er een verhitte buis gebruikt waar de maïs op een draaiende schroef doorheen gelaten werd om te poffen. Dit werkte echter niet. De tweede methode bestond uit een buis waar met een verfbrander doorheen geblazen werd. Dit werkte wel.                                                      |

### Aflevering 14
Uitzenddatum: 4 december 2021

#### Jongens vs Meiden
| Uitdaging                                              | Winnaar | Notities |
| ------------------------------------------------------ | ------- | --- |
| Met een skelter door een ondergelopen fietstunnel heen | Jongens | Deze bouwopdracht symboliseerde een onder water gelopen fietstunnel waar doorheen gefietst moest kunnen worden. De jongens en de meiden kregen elk een skelter ter beschikking waarmee ze door de tunnel heen moesten rijden – de wielen moesten echt de grond raken. Terwijl de jongens om die reden hun skelter erg zwaar bouwden, kozen de meiden voor een lichtere aanpak. In de finale moesten de jongens en de meiden een bochtig parcours rijden dat begon met het rijden door een bassin heen. De jongens hadden een tijd van 1'33" minuut en versloegen daarmee de meiden hun 2'20" minuten. |

#### Kijkersvraag
| Vraag                                                                                    | Antwoord               | Notities |
| ---------------------------------------------------------------------------------------- | ---------------------- | --- |
| Is er een manier om je kleine broertje omhoog te krijgen in de ballenbak?                | Ja, trilplaat meenemen | Er werd een ballenbak gebouwd die op de lepels van een heftruck werd geplaatst. Met een trilplaat werden er trillingen opgewekt. Hiermee kon er inderdaad iemand naar boven worden gehaald.                                               |
| Wat moet je gebruiken als je te laat bent om bladeren te drogen voor een schoolwerkstuk? | Magnetron              | Om dit uit te testen, werden er verschillende methoden geprobeerd. De uitgeteste methoden waren een strijkbout, een föhn, een grill, een brander, een auto-uitlaat en een magnetron. Uiteindelijk bleek de magnetron het beste te werken. |

### Aflevering 15
Uitzenddatum: 11 december 2021

#### Jongens vs Meiden
| Uitdaging       | Winnaar | Notities |
| --------------- | ------- | --- |
| Veerboot bouwen | Jongens | In deze aflevering moesten de jongens en de meiden een veerboot bouwen waarop een lading een water overgebracht kon worden. Beide partijen kregen een klein bootje ter beschikking als basis. Waar de meiden hier een catamaran van bouwden met een verdieping voor alle ballast, maakten de jongens totaal geen gebruik van een bootje. In plaats daarvan bouwden zij hun eigen basis van een serie tonnen. Het resulteerde in een groot vlot. In de finale bleek de veerboot van de meiden niet groot genoeg te zijn om alles in één overtocht te vervoeren. Ze moesten twee keer varen en zetten een tijd van 29'14" minuten. De constructie van de jongens was wel groot genoeg om alles in één keer over te brengen. Met een tijd van 14'13" minuten bleken ze meer dan dubbel zo snel. |

#### Kijkersvraag
| Vraag                                                            | Antwoord                                 | Notities |
| ---------------------------------------------------------------- | ---------------------------------------- | --- |
| Waarom blijf je op dezelfde plek in de trein uit als je springt? | Doordat je net zo snel gaat als de trein | Er werden verschillende tests gedaan om deze natuurwet te tonen. Hierbij werd een trein geïmiteerd door een auto met aanhanger waarin testteamlid Jaro de verschillende sprongen maakte. |
| Kun je je oude loopauto een stuk vetter maken                    | Ja, er hoeft alleen maar een motor in    | Copresentator Tim en testteamlid Mila motoriseerden een oude loopauto door er de motor uit een bromfiets in te monteren. Hiermee kon Mila flink snelheid maken.                          |

### Aflevering 16
Uitzenddatum: 18 december 2021

#### Jongens vs Meiden
Deze editie van Jongens vs Meiden draaide om werken onder tijdsdruk. De testteamleden moesten binnen een uur met schroot een voertuig bouwen die ze naderhand ook weer binnen uur konden ombouwen naar iets anders. Het belangrijkste uitgangspunt was dat de constructie licht moest zijn.
| Uitdaging                               | Winnaar | Notities |
| --------------------------------------- | ------- | --- |
| Van schroot een zeepkist bouwen         | Jongens | De aflevering begon met het bouwen van een simpele zeepkist waarmee van een helling moest worden afgereden. De jongens bouwden een voertuig van een olieton, de meiden kozen een surfplank als basis. De meiden gingen als eerste van de helling af en deden hier 32 seconden over, waar de jongens reeds na 8 seconden beneden waren. |
| De gebouwde zeepkist ombouwen tot boot  | Meiden  | Als tweede moesten de testteamheden hun verkregen constructie ombouwen tot een boot waarmee heen en weer door een bassin gevaren kon worden. De jongens, ogenschijnlijk in het nadeel door hun zwaardere constructie, probeerden hun voertuig te laten drijven door voetballen aan de zijkant op te hangen. Dit werkte wonderwel; het verkregen vaartuig lag zelfs zeer stabiel in het water en na 1'12" minuut was hun race afgeklokt. Het vaartuig van de meiden lag zeer instabiel in het water en sloeg meerdere keren om. Toch bleken zij sneller, met een tijd van 1'04" minuut. |
| De gebouwde boot ombouwen tot vliegtuig | Jongens | De laatste opdracht hield in dat de constructie voertuig moest vliegen. Zowel de jongens en de meiden voorzagen hun bouwwerken derhalve van een vorm van vleugeling. Toen beide verkregen vliegtuigen met een hijskraan omlaag werden gedropt, kwamen deze beiden niet ver, maar die van de jongens net een fractie verder. |
| Uiteindelijke winnaar                   | Jongens | Eindstand: 2-1. Getrokken conclusie: de jongens kunnen het beste werken onder tijdsdruk. |

#### Kijkersvraag
| Vraag                                             | Antwoord                     | Notities |
| ------------------------------------------------- | ---------------------------- | --- |
| Kun je van een airbag een lanceerplatform maken?  | Ja                           | Een lanceerplatform werd gecreëerd door een airbag op de grond te leggen waar bovenop dan het te lanceren object wordt geplaatst. Verschillende projectielen werden geprobeerd. Het meeste succes werd bereikt met een doos vol bouwsteentjes die voor een spectaculaire explosie zorgde toen er een airbag onder afging. |
| Kun je met een vijl ontsnappen uit de gevangenis? | Ja, maar het duurt heel lang | Testteamlid Marissa probeerde het, maar ze kreeg slechts met heel veel moeite een putje in een tralie gevijld. Daarop werd getracht het proces te versnellen door een vijl op een elektrische zaag te lassen. Dit werkte zeer snel en effectief.                                                                          |

### Aflevering 17
Uitzenddatum: 25 december 2021
Zoals gebruikelijk worden in de laatste aflevering van het seizoen de tien beste momenten uit de voorgaande afleveringen getoond. In dit geval werd de focus gelegd op de verschillende jongens/meidenduels.
| #  | Uitdaging                                                  | Aflevering |
| -- | ---------------------------------------------------------- | ---------- |
| 1  | Reiskoffer ombouwen tot voertuig                           | 4          |
| 2  | Marslander bouwen                                          | 7          |
| 3  | Douanebarrière bouwen om crimineel aan de grens te stoppen | 13         |
| 4  | Auto ombouwen tot geldtransportwagen                       | 9          |
| 5  | Knikkerbaan voor bowlingballen bouwen                      | 8          |
| 6  | Aanhanger bouwen om bom mee af te voeren                   | 6          |
| 7  | Dragracer zonder motor                                     | 1          |
| 8  | Scooter verlagen en van zijspan voorzien                   | 2          |
| 9  | Met een skelter door een ondergelopen fietstunnel heen     | 14         |
| 10 | Windfiets bouwen                                           | 11         |

Naast de tien beste tests werden er ook fragmenten getoond uit de verschillende kijkersvragen. Dit waren: het skateboard, de luciferraket, het systeem om uit een brandende flat te springen, de fidgetspinner, de olympische sporten en het varen met de dakkoffer.

## Kijkcijfers zaterdagafleveringen
| Datum             | Aantal kijkers | Marktaandeel |
| ----------------- | -------------- | ------------ |
| 4 september 2021  | 53.000         | 2,7%         |
| 11 september 2021 | 53.000         | 2,2%         |
| 18 september 2021 | 54.000         | 2,7%         |
| 25 september 2021 | 38.000         | 2,0%         |
| 2 oktober 2021    | 98.000         | 3,9%         |
| 9 oktober 2021    | 99.000         | 5,0%         |
| 16 oktober 2021   | 73.000         | 2,7%         |
| 23 oktober 2021   | 61.000         | 2,4%         |
| 30 oktober 2021   | 124.000        | 4,5%         |
| 6 november 2021   | 104.000        | 3,7%         |
| 13 november 2021  | 137.000        | 5,0%         |
| 20 november 2021  | 138.000        | 4,4%         |
| 27 november 2021  | 117.000        | 4,7%         |
| 4 december 2021   | 148.000        | 4,9%         |
| 11 december 2021  | 109.000        | 3,0%         |
| 18 december 2021  | 107.000        | 3,2%         |
| 25 december 2021  | 22.000         | 1,4%         |